# Reklama pneumatyczna

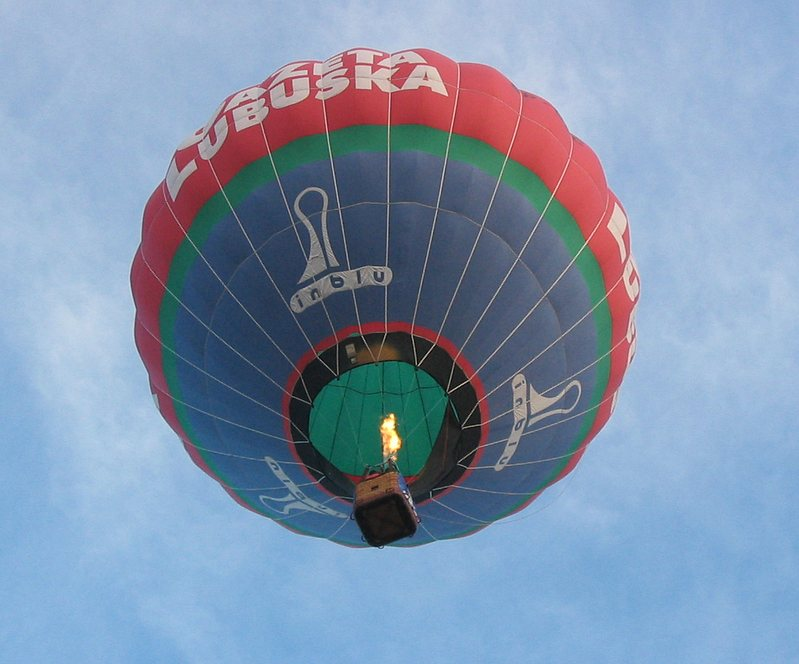
Balon reklamujący Gazetę Lubuską i producenta obuwia Inblu

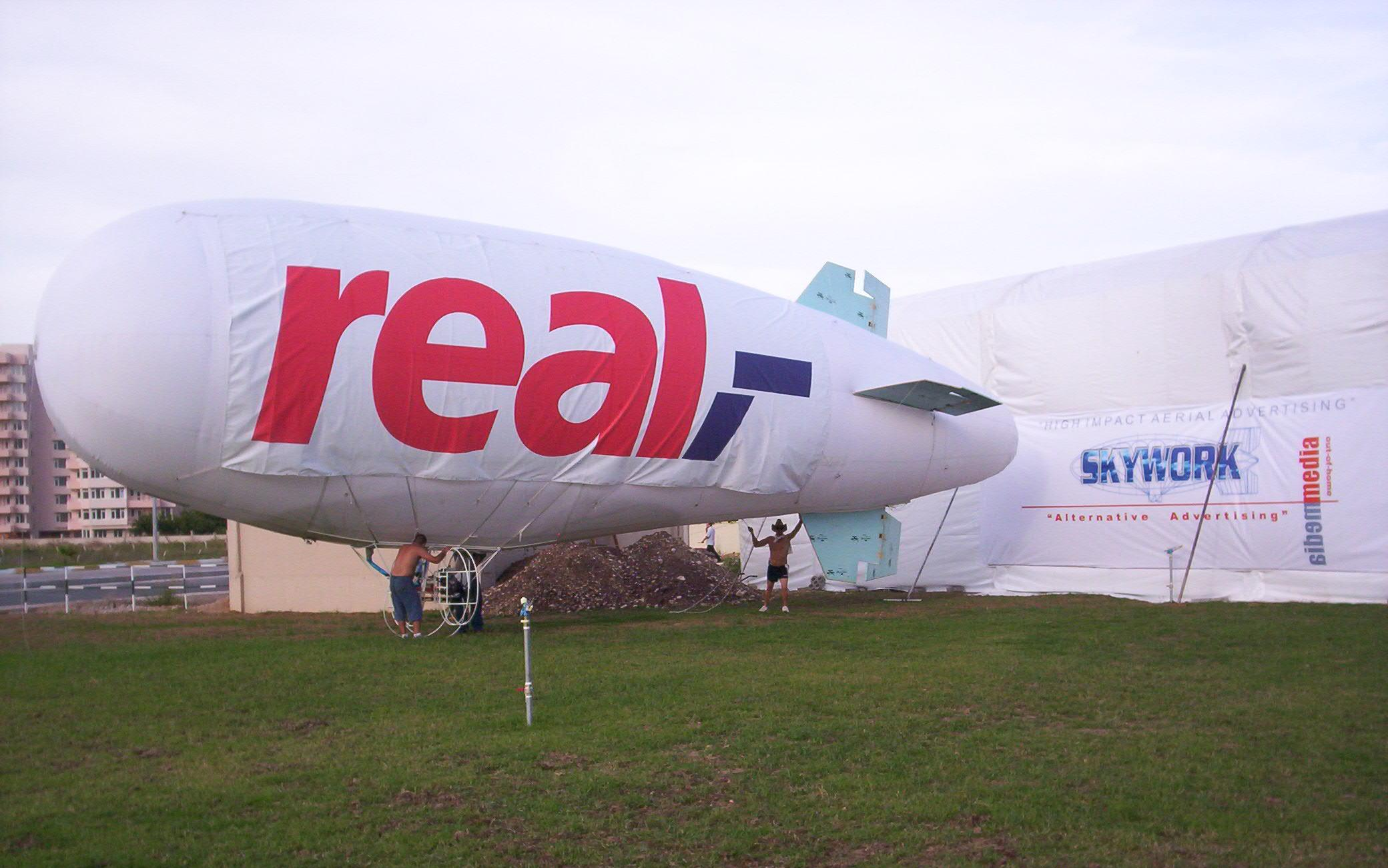
Bezzałogowy sterowiec o długości 18 m, reklamujący sieć hipermarketów Real

Reklama pneumatyczna (reklama dmuchana, dmuchaniec) – mobilny, pneumatyczny nośnik reklamy zewnętrznej. Jest bardzo szybki w montażu, lekki i łatwy w transporcie, zapakowany ma małe gabaryty. Stosowany jest na wszelkich imprezach plenerowych. Eksponuje się go na krótki okres.

## Główne nośniki reklamowe
- atrapy produktów – najczęściej wybierane formy atrap to: wypełniona powietrzem maskotka, wizytówka firmy, logo firmowe, sztandarowy produkt firmy, znak towarowy.
- balony – najpopularniejszy i jednocześnie najtańszy nośnik reklamy pneumatycznej. Kulisty kształt umożliwia wielokrotne powtórzenie grafiki widocznej z każdej strony.
- bramy – często wykorzystywane są jako tło na wszelkiego typu imprezach, głównie sportowych, pełniąc rolę punktu określającego start lub metę.
- ekrany – stosowane jako nadmuchiwany banner reklamowy, łatwy w obsłudze, mobilny, chętnie wykorzystywany na różnego rodzaju imprezach okolicznościowych.
- namioty – funkcjonalne i praktyczne, nie wymagają ciężkich, trudnych w transporcie i uciążliwych stelaży do rozstawiania, dobre rozwiązanie dla stoisk targowych.

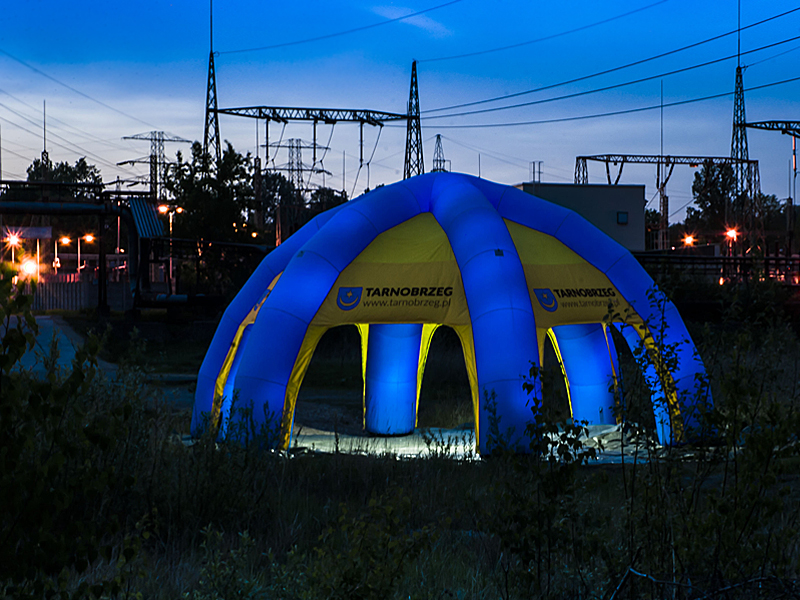
Reklama pneumatyczna w postaci namiotu wypełnionego powietrzem, reklamująca Tarnobrzeg

- Reklama pneumatyczna w postaci namiotu wypełnionego powietrzem, reklamująca Tarnobrzegskywizboard – bezzałogowy balon na ogrzane powietrze, posiada płaskie ściany boczne, przeznaczone do ekspozycji wielkoformatowych reklam. Jest mocowany do ziemi linami. Unosi się nad ziemią na wysokość od kilkunastu do kilkudziesięciu metrów. Wypełniony jest ogrzanym przez palnik gazowy powietrzem.
- sterowiec reklamowy – efektowny i efektywny nośnik reklamy. zdalnie sterowany o wielkości 10–11 m może być z powodzeniem wykorzystywany przez większość firm. Ponieważ sterowiec taki może latać znacznie niżej niż jego załogowy odpowiednik, więc z ziemi jest przynajmniej równie dobrze widoczny.
- chwiej (windyman, skydancer) – dynamicznie poruszająca się na wietrze humanoidalna postać, przyciągający wzrok tancerz poruszający się rytmicznie z porywami wiatru.